# Manuel Marcelino de Sousa
Manuel Marcelino de Sousa foi um militar e político brasileiro.
Major ajudante de ordens do Comando Superior dos municípios de Desterro, São José e São Miguel da Terra Firme (9 de agosto de 1854).
Foi deputado à Assembleia Legislativa Provincial de Santa Catarina na 23ª legislatura (1880 — 1881), falecendo antes de tomar posse do cargo.